# João do Canto e Castro

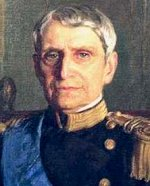
João do Canto e Castro

João do Canto e Castro Silva Antunes Júnior [ˈʒu̯ɐ̃u̯ du ˈkɐ̃tu i ˈkaʃtɾu dɐ ˈsiɫvɐ ɐ̃ˈtunɨʃ](Lissabon, 19 mei 1862 - aldaar, 14 maart 1934) was een Portugees militair en politicus.

## Militaire carrière
In 1881 begon João do Canto e Castro aan zijn carrière bij de Portugese marine. Hij bezocht de marine hogeschool en was daarna commandant van de kanoneerboot "Zaïre", waarmee hij naar de Portugese koloniën Macau, Oost-Timor en Mozambique reisde. In 1892 werd hij districts-gouverneur van Lourenço Marques (het huidige Maputo) in Portugees-Oost-Afrika (Mozambique). Hij moest deze post als snel wegens ziekte opgeven.
In 1893 was João do Canto e Castro commandant van het schip dat de journalist João Chagas van Portugal naar zijn ballingsoord in Mozambique moest brengen. Chagas was namelijk een republikein en daarom niet gewenst in Portugal.
Terug in Mozambique hernam Canto e Castro het ambt van districts-gouverneur van Lourenço Marques. In die functie beschermde hij de stad tegen aanvallen van Afrikanen. Nadien was hij districts-gouverneur in Angola en daarna opnieuw commandant van een kanonneerboot en daarna docent aan marineschool. Deze laatste post behield hij ook na de Portugese revolutie, toen in Portugal de republiek werd uitgeroepen.
Op 9 oktober 1918 werd Canto e Castro als minister van Marine door president en premier (de facto dictator) Sidónio Pais opgenomen in diens regering. Op 4 december werd hij tevens minister van Buitenlandse Zaken.
Op 14 december 1918 werd president Sidónio Pais op een station in Lissabon doodgeschoten. Na de moord op Pais werd er direct een Militair Directoraat ingesteld waarin Canto e Castro zitting nam. Twee dagen later (16 december) werd Canto e Castro president van Portugal. Tijdens zijn korte ambtsperiode had hij te kampen met twee grote opstanden. De eerste vond in de december 1918 plaats, en was een republikeinse onder leiding van Francisco da Cunha Leal en Álvaro Xavier de Castro. Een tweede opstand vond plaats in januari 1919 en was een monarchistische onder kapitein Paiva Couceiro. Het gelukte Couceiro om een junta in Noord-Portugal op te richten en enige tijd stand te houden. Ofschoon zelf een oprecht monarchist, wilde Canto e Castro niet als president aftreden en de monarchie opnieuw invoeren. Hij liet het leger de opstand van Couceiro onderdrukken.
Canto e Castro regering was van het begin af aan zwak. Tijdens zijn korte tijd dat hij aan de macht was, dienden er welgeteld vier ministers-presidenten onder hem. Hij voelde de druk van de republikeinen om af te treden en in juni 1919 diende hij voor het parlement zijn ontslag in. Het parlement, nog grotendeels gevuld met aanhangers van de vroegere president, majoor Pais, vroegen hem om aan te blijven. In oktober 1919 trad Canto e Castro uiteindelijk toch als president af. Het parlement koos daarop António José de Almeida tot zijn opvolger. De oude republiek werd hersteld en er kwam met het aftreden van Canto e Castro een einde aan het Sidonistisch tijdperk.
Na zijn aftreden werd Canto e Castro bevorderd tot admiraal en voorzitter van de Portugese Opperste Disciplineraad.
João do Canto e Castro was getrouwd en had drie kinderen.
Manuel de Arriaga · Teófilo Braga · Bernardino Machado · Sidónio Pais · João do Canto e Castro · António José de Almeida · Manuel Teixeira Gomes · Bernardino Machado · Mendes Cabeçadas · Gomes da Costa · António Óscar Carmona · António de Oliveira Salazar · Francisco Craveiro Lopes · Américo Tomás · António de Spinola · Francisco da Costa Gomes · António Ramalho Eanes · Mário Soares · Jorge Sampaio · Aníbal Cavaco Silva · Marcelo Rebelo de Sousa
- Gemeinsame Normdatei: 1060212390
- International Standard Name Identifier: 0000 0000 6831 4779
- Virtual International Authority File: 99983452
- WorldCat: E39PBJy4dJ8yYjrBK8jwpgYwYP